# دار نشر يوماد
يوماد هي دار نشر مغربية متخصصة في أدب الأطفال . تأسست سنة 1998 بمدينة الرباط من طرف نادية السالمي . تعتبر دار نشر يوماد أول دار نشر متخصصة في أدب الأطفال في المغرب . منشوراتها باللغة الفرنسية والعربية. و أغلب هذه المنشورات مستوحاة من الثقافة المحلية .

## أهداف الدار
من بين الأهداف الرئيسة لدار نشر يوماد هو تدوين الأدب الشفهي الذي يمثل الغنى الثقافي .

## من بين الكتاب (دار نشر يوماد)
عرفت الدار توقيع العديد من الكتاب و المؤلفين الكبار من بينهم :
- إدريس الشرايبي
- محمد ديب
- عبد اللطيف اللعبي
- عبد الحق سرحان
- فؤاد العروي
- زكية داود

## المصدر
- http://yomadeditions.net
- Yomad#cite note-2

## وصلات خارجية
1. 1 2  وصلة مرجع: https://www.alliance-editeurs.org/-reseaux-linguistiques,017-. الوصول: 4 مايو 2024.